# Patti Hansen
Patti Hansen (ur. 17 marca 1956) – amerykańska modelka pochodzenia norweskiego.
Patti została odkryta w 1970 roku w wieku 14 lat przez fotografa mody Petera Gerta. To on zaprowadził ją do agencji modelek Wilhelmina w Nowym Jorku, z którą początkowo podpisała kontrakt. Wkrótce zaczęła pojawiać się na okładkach amerykańskich edycji: Cosmopolitan, Vogue oraz Harper’s Bazaar. Dzięki temu podpisała kontrakt z agencją IMG, która wysłała ją do Paryża i Londynu. W drugiej połowie lat 70. była muzą Calvina Kleina – wzięła udział w kampanii reklamowej jego dżinsów. Później jej twarz promowała kosmetyki firm: Max Factor, Revlon i Sephora. Następnie dostała propozycję zagrania w filmie. W 1979 roku wcieliła się w postać Beverly w filmie Bogate dzieciaki. W latach 80. Patti prezentowała na wybiegu kolekcje domu mody Versace. Wzięła także udział w sesjach zdjęciowych dla włoskiej i francuskiej edycji Vogue. Karierę w modelingu zakończyła w połowie lat 90. XX wieku.
Od 1983 roku jest żoną gitarzysty The Rolling Stones Keitha Richardsa.

## Filmografia
- 1979: Bogate dzieciaki jako Beverly
- 1981: Śmiechu warte jako Deborah Wilson
- 1984: Trudne do utrzymania jako Nicky Nides